# Králický Sněžník (hora)
Králický Sněžník (polsky Śnieżnik, německy Glatzer Schneeberg nebo Grulicher Schneeberg) je nejvyšší vrchol (1423 m) stejnojmenného pohoří, které je součástí Krkonošsko-jesenické subprovincie. Vrchol leží na česko-polské hranici a je nejvyšším bodem okresu Ústí nad Orlicí a celého Pardubického kraje. Na polské části hory nacházející se ve gmině Stronie Śląskie v okrese Kladsko v Dolnoslezském vojvodství stojí rozhledna. Je to také nejvyšší bod okresu Kladsko.
Z vrcholové kupole výrazně modelované mrazovým zvětráváním vybíhá pět dílčích rozsoch. Název hory vyplývá z dlouhého zimního období – sněhová pokrývka vydrží na vrcholu až 8 měsíců v roce.

## Název
V češtině se hora jmenuje Králický Sněžník zastarale Kladský Sněžník, německy Glatzer Schneeberg nebo Grulicher Schneeberg, zastarale také Spieglitzer Schneeberg nebo Grosser Schneeberg. Polsky se nazývá Śnieżnik, popř. Śnieżnik Kłodzki, zastarale Kładską Śnieżką. Název hory je odvozen od dlouhého zimního období – sněhová pokrývka vydrží na vrcholu až 8 měsíců v roce.
Ottovy Čechy v V. dílu (1889) tuto horu nazývají Sněžka Králická.

## Geografie, geomorfologie
Stejnojmenné pohoří Králický Sněžník je třetí nejvyšší pohoří v České republice, nacházející se na státní hranici s Polskem, v délce zhruba 16 km táhnoucí se od města Králíky po Kladské sedlo. Hora Králický Sněžník je čtvrtý nejvyšší vrchol Koruny hor Polska.
Hora tvoří v rámci pohoří Králický Sněžník samostatný geomorfologický okrsek zvaný Hornomoravská hornatina. Hranice se sousedními okrsky je vymezena přilehlými údolími a sedly. Sedlo mezi Králickým a Malým Sněžníkem je hranicí s Malosněžnickým hřbetem, sedlo mezi Králickým Sněžníkem a Stříbrnickou je hranicí s Podbělským hřbetem.
Často udávaná výška 1424 m (přesněji 1423,78 m) je výškou geodetického bodu tvořeného kamenem, jenž ale ční docela vysoko nad terén.

## Hydrologie
Hora leží na hlavním evropském rozvodí. Řeka Morava spolu s několika přítoky odvádí vody z jižní části hory do Černého moře. Pramen Moravy je cca 325 m jihovýchodně od vrcholu Králického Sněžníka. Severní (polská) část hory patří do úmoří Baltského moře, v oblasti hory pramení několik potoků, např. Kamienica, Kleśnica, Wilczka aj.

## Vegetace
Pro vrchol jsou typické bezlesé hole s typickou subalpínskou vegetací. Několik desítek metrů pod vrcholem v oblasti pramene řeky Morava je nivační deprese s lavinovou drahou , která je snadno zaměnitelná s karem, který ale v této oblasti nebyl dokázán. Padající laviny zde zabraňují vzniku lesa, proto klín bezlesí sahá hluboko do pásma smrčin. Horní partie (nad 1350 m n. m., v lavinové dráze i níže) tak tvoří tvoří hole s typickou subalpínskou vegetací. Asi 500 m od vrcholu se nalézají Vlaštovčí kameny – soustava skalních srubů s kamenným mořem na úpatí. Nižší partie hory (pod 1350 m n. m.) pokrývají převážně horské třtinové smrčiny. Více o vegetaci a zoologii hory viz NPR Králický Sněžník.

## Stavby
Na vrcholu Králického Sněžníku stojí od roku 2022 na polské straně rozhledna. Stavba začala v létě roku 2020 a byla dokončena v září roku 2022. Stála 13,6 milionů zlotých (77 milionů korun), které uhradilo polské město Stronie Śląskie za pomoci evropské dotace.
Na samém vrcholu už v minulosti stála rozhledna (postavena v roce 1899) a několik set metrů pod vrcholem také Lichtenštejnova chata (postavena v roce 1912). Obě stavby však byly začátkem 70. let 20. století zbořeny, dochovaly se jen základy boudy a ruiny věže.
Asi 200 m pod vrcholem je Trojmezní kámen (nazývaný také Historický trojmezník), což označuje historické trojmezí Českého království, Moravského markrabství a Kladského hrabství. Místo je nejsevernějším bodem historické česko-moravské hranice.
Poblíž základů zbořené Lichtenštejnovy chaty stojí žulová skulptura Slůněte. Byla postavena roku 1932 jako upomínka na desáté výročí vzniku uměleckého spolku Jescher.
Na západním svahu hory, asi kilometr od vrcholu na polské straně, stojí turistická Chata „Na Sněžníku“. Na české straně stojí v nižších polohách hory 2 malé dřevěné boudy Sněžná chata a Františkova chata.

## Ochrana přírody
Celá česká část hory patří do NPR Králický Sněžník, která byla vyhlášena v roce 1990 o rozloze 1694,67 ha. Je také součástí navrhované evropsky významné lokality Králický Sněžník soustavy Natury 2000. Naopak hora nepatří do Ptačí oblasti Králický Sněžník. Polská strana hory patří do rezerwat przyrody Śnieżnik Kłodzki a také krajinářský park Śnieżnicki Park Krajobrazowy, také je zde navržena evropsky významná lokalita Natury 2000.

## Turistické trasy
Na vrchol a jeho okolí vede několik turistických tras z České republiky a Polska.
- Naučná stezka Králický Sněžník

## Fotogalerie

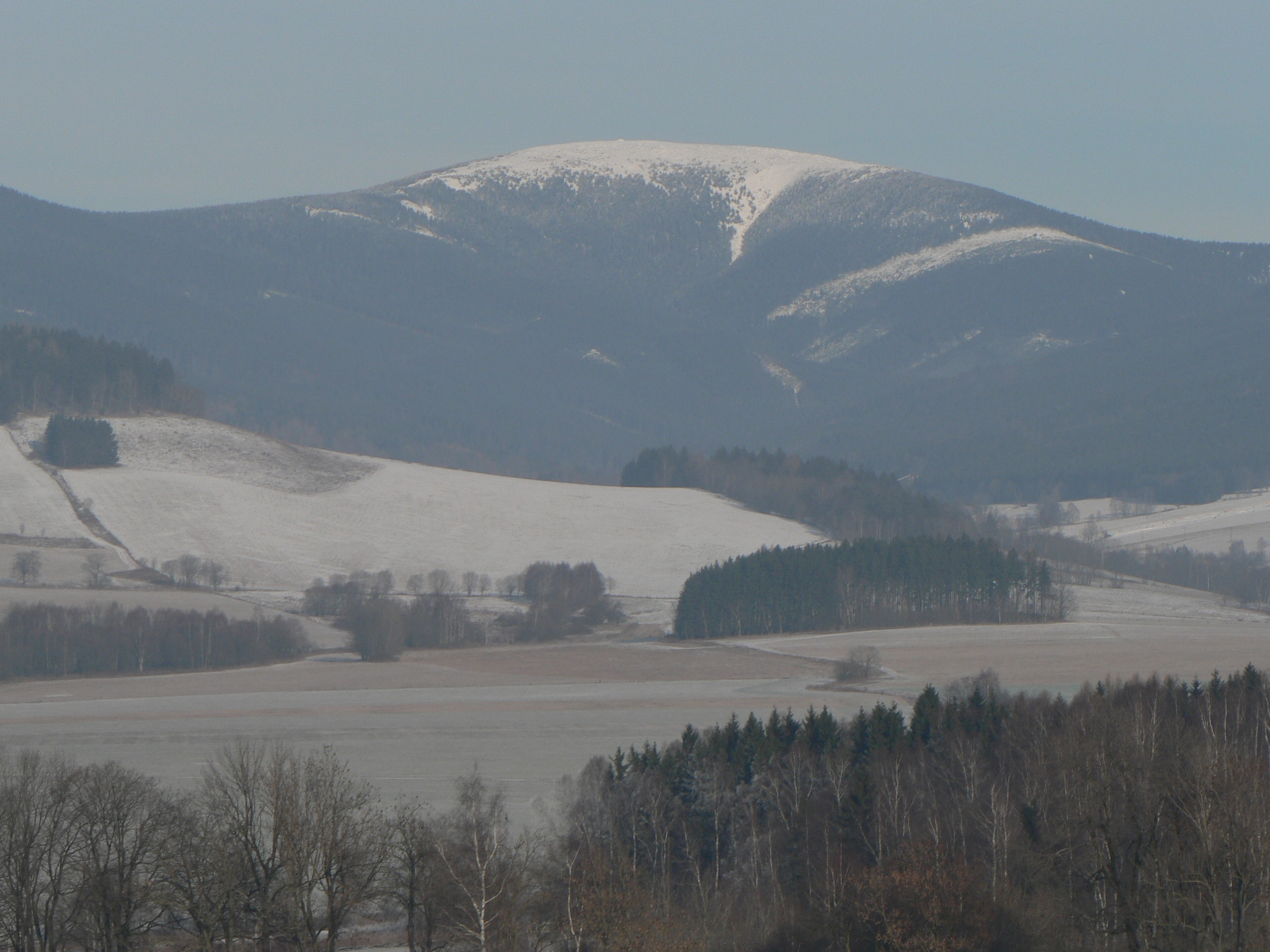
Zimní pohled na vrchol Králického Sněžníku od jihu
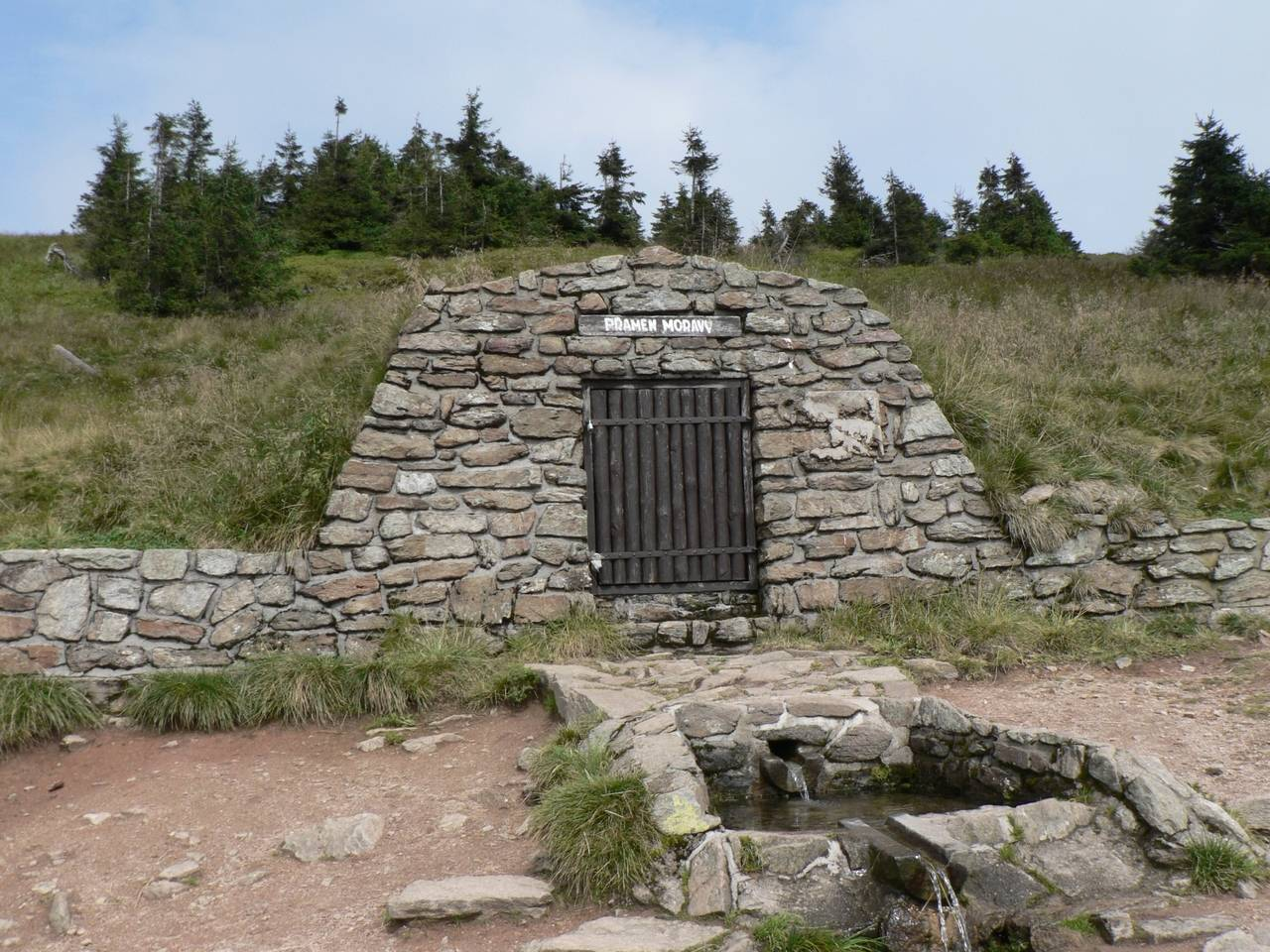
Pramen Moravy pod vrcholem Králického Sněžníku
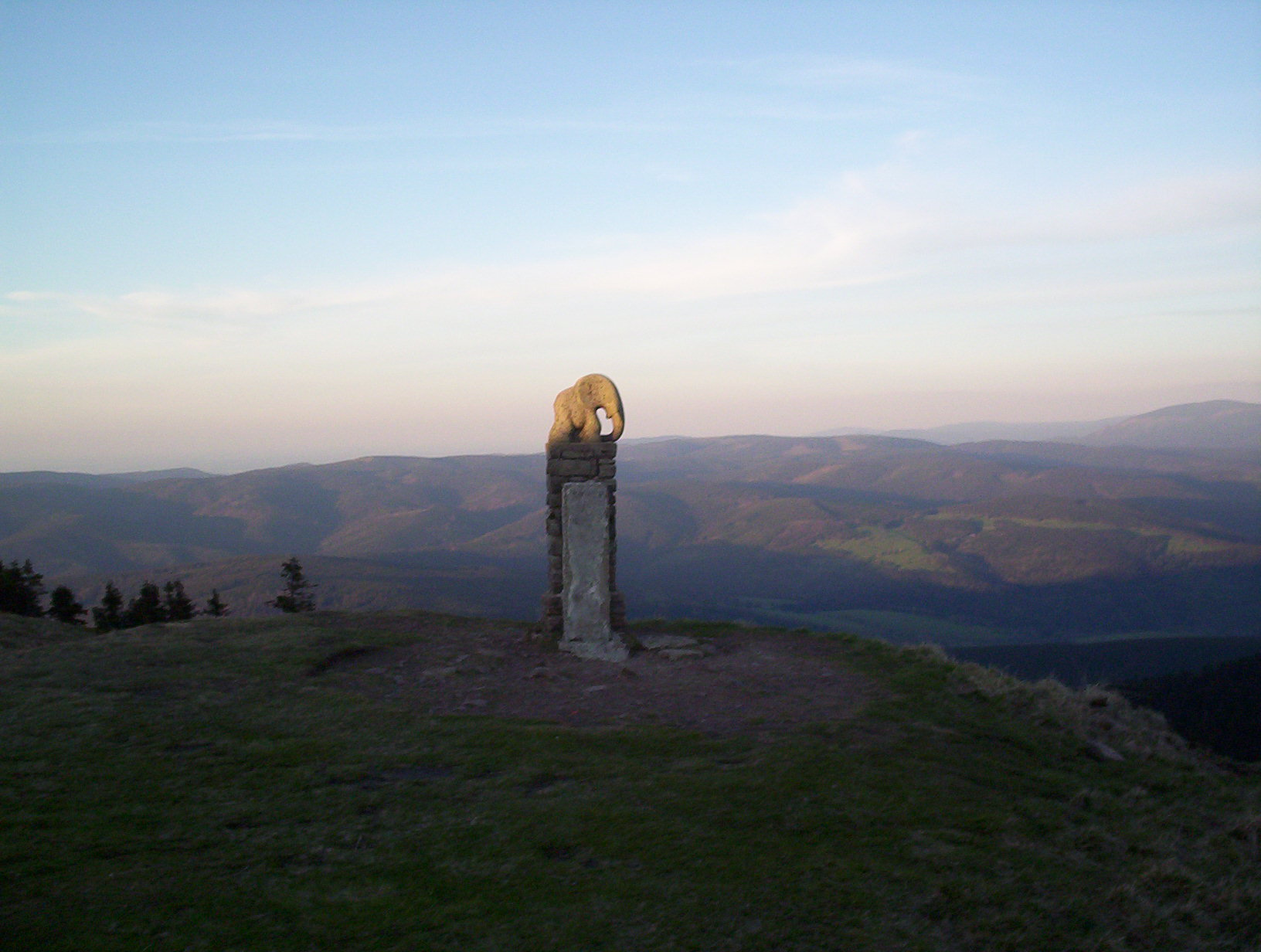
Slůně – symbol Králického Sněžníku
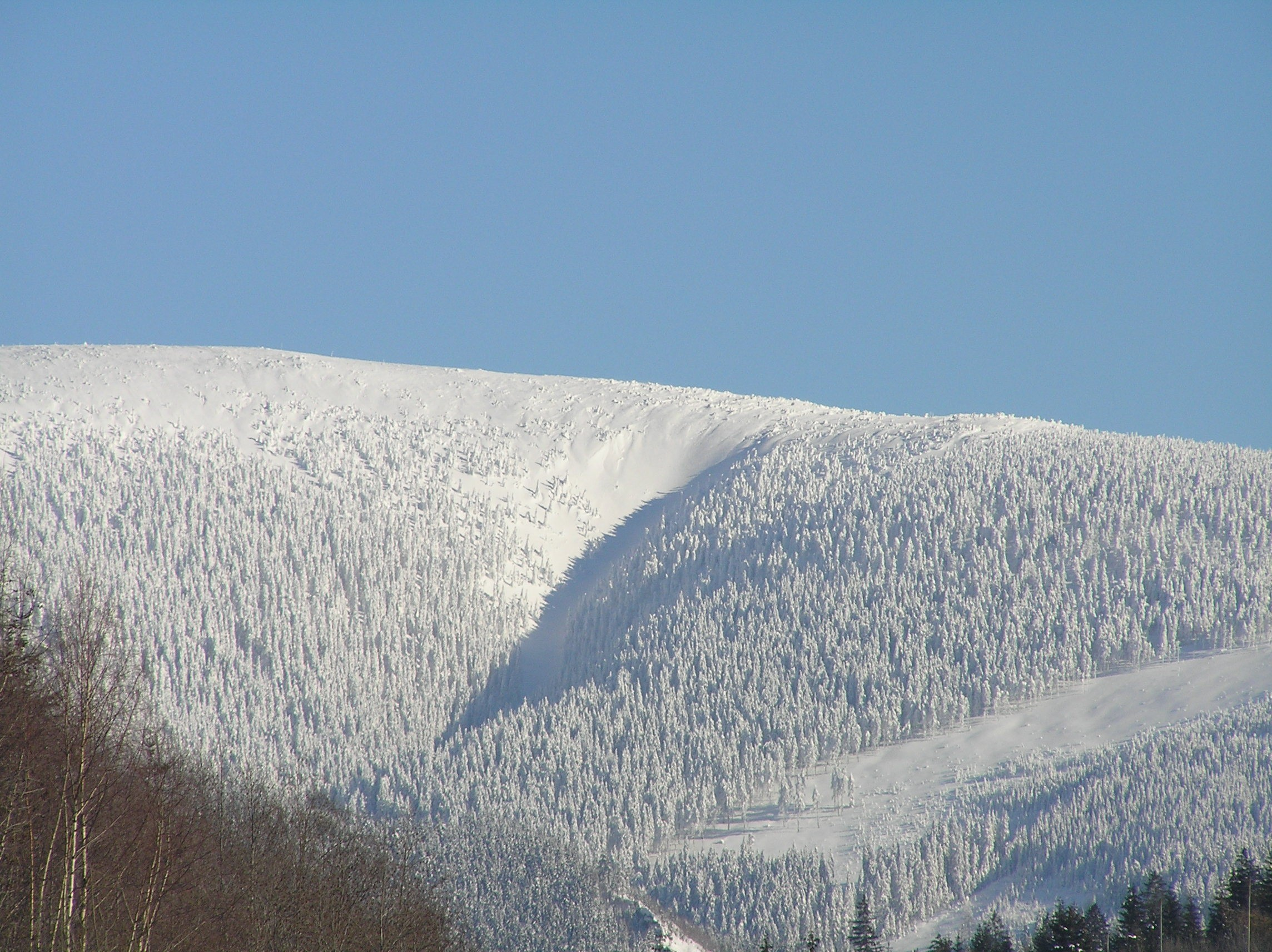
Hora Králický Sněžník z jihu, březen 2005
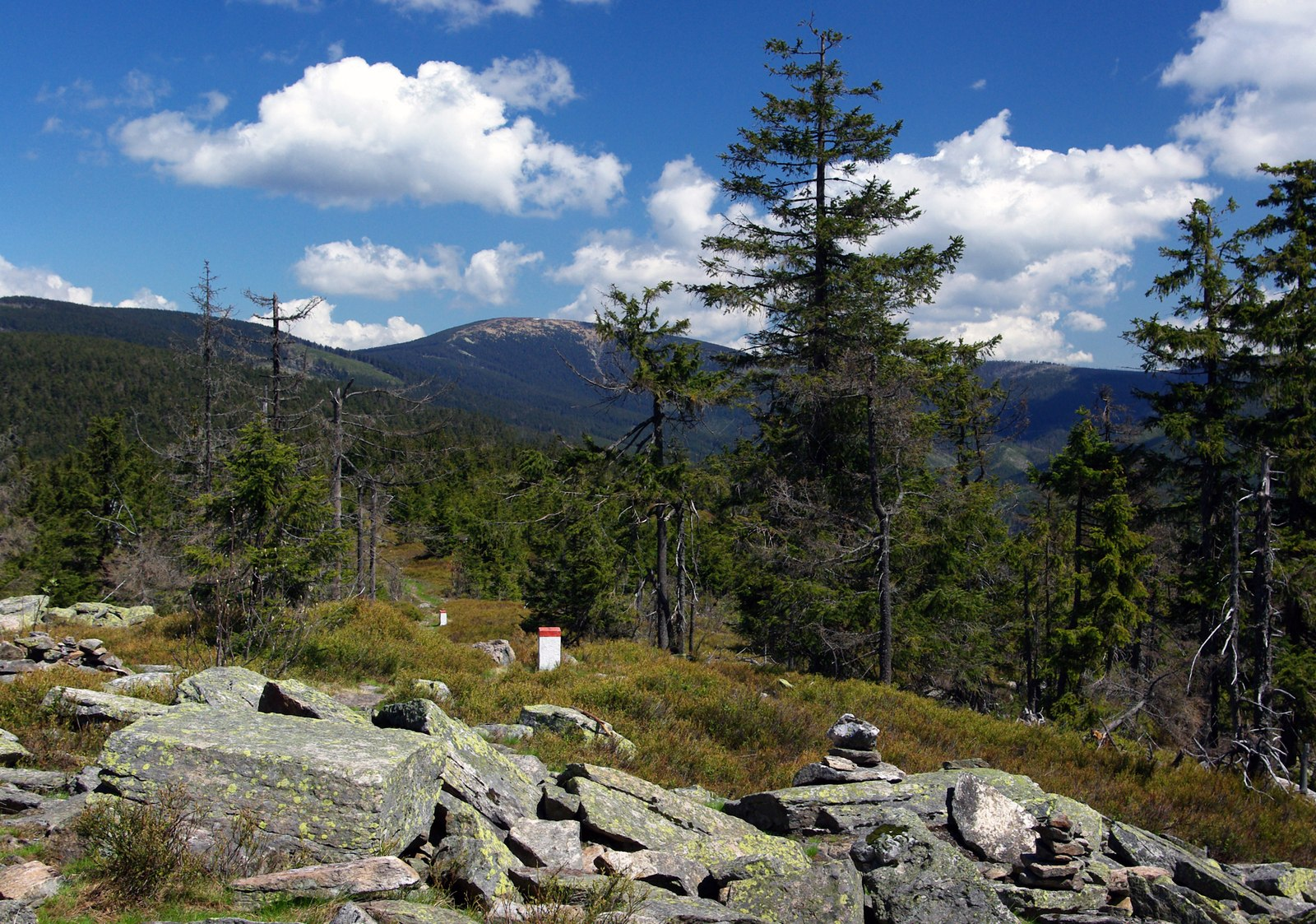
Hora Králický Sněžník od jihozápadu, květen 2008
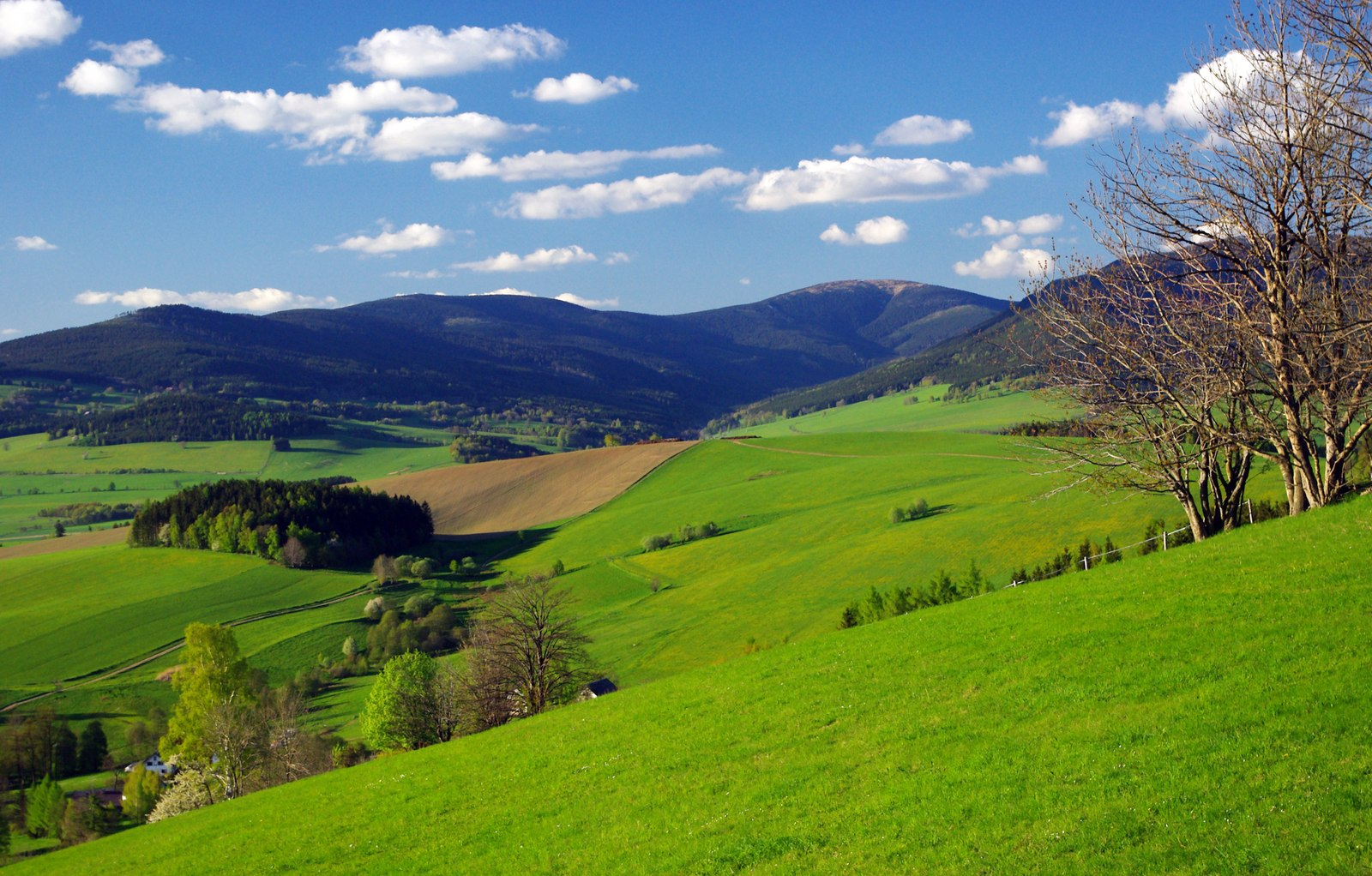
Králický Sněžník
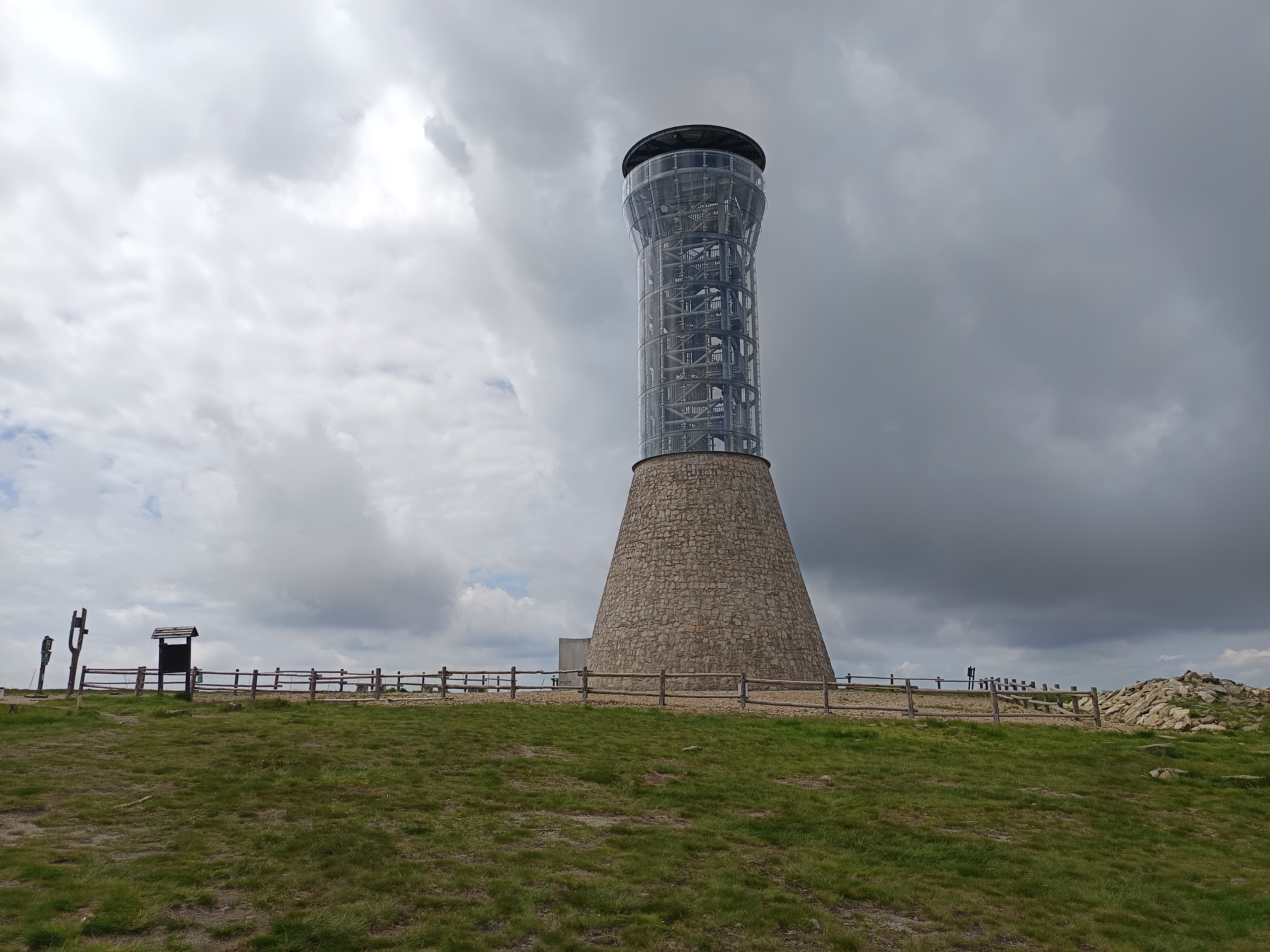
Rozhledna na vrcholu (2024)